# Ломакино (Курская область)
Лома́кино — село в Рыльском районе Курской области России. Входит в Ломакинский сельсовет.

## География
Село находится в 125 км западнее Курска, в 21,5 км к юго-западу от районного центра — города Рыльск, в 1,5 км от центра сельсовета — Свобода.
Климат
Ломакино, как и весь район, расположен в поясе умеренно континентального климата с тёплым летом и относительно тёплой зимой (Dfb в классификации Кёппена).

## Население
| 2002 | 2010 |
| ---- | ---- |
| 28   | ↘12  |

## Инфраструктура
Личное подсобное хозяйство.

## Транспорт
Ломакино находится в 18 км от автодороги регионального значения 38К-017 (Курск — Льгов — Рыльск — граница с Украиной), в 7 км от автодороги 38К-040 (Хомутовка — Рыльск — Глушково — Тёткино — граница с Украиной), на автодороге межмуниципального значения 38Н-558 (Рыльск — Дурово — Ломакино — граница с Глушковским районом), в 23,5 км от ближайшей ж/д станции Рыльск (линия 358 км — Рыльск).
В 174 км от аэропорта имени В. Г. Шухова (недалеко от Белгорода).